# Can't Buy a Thrill
Can't Buy a Thrill е дебютният албум на американската рок група Стийли Дан, издаден през ноември 1972 г. от Ей Би Си Рекърдс. Той е продуциран от Гери Кец и е написан от членовете на състава Уолтър Бекър и Доналд Фейгън. Записан е във Вилидж Рикордър в Лос Анджелис.
Албумът първоначално е издаден на двуканално стерео и също на специален четириканален квадрофоничен микс. Съществуват значителни музикални разлики между двата микса, като например допълнителни запълвания на водещата китара в квадрофоничния микс на Reelin' in the Years.